# Ленка Ценкова
Ленка Ценкова (чеськ. Lenka Cenková; нар. 24 січня 1977) — колишня чеська тенісистка.
Найвищу одиночну позицію світового рейтингу — 95 місце досягла 13 січня 1997, парну — 105 місце — 11 листопада 1996 року.
Здобула 4 одиночні та 9 парних титулів туру ITF.
Найвищим досягненням на турнірах Великого шолома було 2 коло в парному розряді.
Завершила кар'єру 2002 року.

## Фінали турнірів WTA

### Парний розряд: 1 (поразка)
| Результат | Дата           | Турнір         | Рівень  | Покриття | Партнерка                 | Суперниці                          | Рахунок  |
| --------- | -------------- | -------------- | ------- | -------- | ------------------------- | ---------------------------------- | -------- |
| Поразка   | 11 серпня 1996 | Gastein Ladies | Tier IV | Ґрунт    | Катержина Крупова-Шишкова | Наталія Медведєва Жанетта Гусарова | 4–6, 5–7 |

## Фінали ITF
| турніри $75,000 |
| турніри $50,000 |
| турніри $25,000 |
| турніри $10,000 |

### Одиночний розряд: 9 (4–5)
| Результат | Ранг | Дата           | Турнір                   | Покриття   | Суперниця               | Рахунок       |
| --------- | ---- | -------------- | ------------------------ | ---------- | ----------------------- | ------------- |
| Поразка   | 1.   | 11 жовтня 1993 | ITF Бургдорф, Швейцарія  | Килим (i)  | Кім де Вейлле           | 2–6, 1–6      |
| Поразка   | 2.   | 16 травня 1994 | ITF Катовиці, Польща     | Ґрунт      | Елізабет Габелер        | 1–6, 4–6      |
| Поразка   | 3.   | 13 червня 1994 | ITF Простейов, Чехія     | Ґрунт      | Ніно Луарсабішвілі      | 2–6, 0–6      |
| Перемога  | 4.   | 31 жовтня 1994 | ITF Нікосія, Кіпр        | Ґрунт      | Кіра Надь               | 2–6, 3–6      |
| Перемога  | 5.   | 11 грудня 1994 | ITF Вітковиці, Чехія     | Тверде (i) | Алена Вашкова           | 6–4, 5–7, 6–4 |
| Перемога  | 6.   | 9 липня 1995   | ITF Штутгарт, Німеччина  | Ґрунт      | Юлія Єс                 | 6–4, 6–1      |
| Перемога  | 7.   | 5 травня 1996  | ITF Щецин, Польща        | Ґрунт      | Крістіна Торренс-Валеро | 6–2, 6–4      |
| Поразка   | 8.   | 8 вересня 1997 | ITF Самара, Росія        | Килим (i)  | Тетяна Панова           | 0–6, 2–6      |
| Поразка   | 9.   | 26 липня 1999  | ITF Ле-Контамін, Франція | Тверде     | Адріана Барна           | 6–7, 2–6      |

### Парний розряд: 19 (9–10)
| Результат | Ранг | Дата            | Турнір                    | Покриття   | Партнерка                 | Суперниці                           | Рахунок          |
| --------- | ---- | --------------- | ------------------------- | ---------- | ------------------------- | ----------------------------------- | ---------------- |
| Перемога  | 1.   | 11 жовтня 1993  | ITF Бургдорф, Швейцарія   | Тверде     | Алена Вашкова             | Жеральдін Донді Наталі Чан          | 1–6, 6–4, 6–3    |
| Перемога  | 2.   | 16 травня 1994  | ITF Катовиці, Польща      | Ґрунт      | Алена Вашкова             | Нора Байчикова Зузана Немшакова     | w/o              |
| Поразка   | 3.   | 13 червня 1994  | ITF Простейов, Чехія      | Ґрунт      | Алена Вашкова]            | Мартіна Гаутова Моніка Кратохвілова | 4–6, 2–6         |
| Перемога  | 4.   | 10 жовтня 1994  | ITF Бургдорф, Швейцарія   | Килим (i)  | Адріана Герші             | Ілана Бергер Ципора Обзилер         | 4–6, 6–3, 6–4    |
| Перемога  | 5.   | 31 жовтня 1994  | ITF Нікосія, Кіпр         | Ґрунт      | Габрієла Нетікова         | Каті Коціш Борислава Цветкова       | 6–2, 6–4         |
| Поразка   | 6.   | 6 травня 1996   | ITF Щецин, Польща         | Ґрунт      | Адріана Герші             | Олена Брюховець Олена Татаркова     | 2–6, 1–6         |
| Перемога  | 7.   | 7 липня 1996    | ITF Файгінген, Німеччина  | Ґрунт      | Адріана Герші             | Аманда Гопманс Седа Норландер       | 6–2, 3–6, ret.   |
| Поразка   | 8.   | 21 липня 1996   | ITF Дармштадт, Німеччина  | Ґрунт      | Павліна Райзлова          | Адріана Барна Анка Барна            | 6–4, 3–6, 3–6    |
| Перемога  | 9.   | 4 жовтня 1997   | ITF Оточець, Словенія     | Ґрунт      | Катержина Крупова-Шишкова | Петра Мандула Каталін Мароші        | 7–5, 7–6(3)      |
| Поразка   | 10.  | 19 жовтня 1997  | ITF Саутгемптон, Англія   | Килим (i)  | Сандра Начук              | Жулі Пуллен Лорна Вудрофф           | 2–6, 1–6         |
| Перемога  | 11.  | 26 квітня 1998  | ITF Простейов, Чехія      | Ґрунт      | Катержина Шишкова         | Ольга Лугіна Елена Пампулова        | 6–4, 4–6, 6–4    |
| Поразка   | 12.  | 21 вересня 1998 | ITF Бухарест, Румунія     | Ґрунт      | Карін Кшвендт             | Ева Бес Роса Марія Андрес Родрігес  | 6–4, 6–7(6), 0–6 |
| Перемога  | 13.  | 25 жовтня 1998  | ITF Жуе-ле-Тур, Франція   | Тверде (i) | Ева Мартінцова            | Амелі Кокто Емілі Луа               | 3–6, 6–4, 7–5    |
| Перемога  | 14.  | 5 грудня 1998   | ITF Нью-Делі, Індія       | Тверде     | Аманда Гопманс            | Тіна Кріжан Карін Кшвендт           | w/o              |
| Поразка   | 15.  | 21 червня 1999  | ITF Сопот, Польща         | Ґрунт      | Надія Островська          | Магда Міхалаке Зузана Валекова      | 2–6, 4–6         |
| Поразка   | 16.  | 25 липня 1999   | ITF Вальядолід, Іспанія   | Тверде     | Майке Фреліх              | Деббі Гак Андреа ван ден Гурк       | 6–2, 3–6, 6–7    |
| Поразка   | 17.  | 11 жовтня 1999  | ITF Родос, Греція         | Ґрунт      | Алісія Ортуньйо           | Татьяна Гарбін Аманда Гопманс       | 6–4, 0–6, 6–7(3) |
| Поразка   | 18.  | 28 січня 2001   | ITF Бостад, Швеція        | Тверде (i) | Адріана Єрабек            | Бланка Кумбарова Гелена Вілдова     | 1–6, 3–6         |
| Поразка   | 19.  | 26 травня 2001  | ITF Гімарайнш, Португалія | Тверде     | Магдалена Зденовкова      | Галина Фокіна Ванесса Менга         | 2–6, 1–6         |